# جمینی استودیوز
جمینی استودیوز (انگلیسی: Gemini Studios) شرکت فیلم‌سازی هندی است، که در سال ۱۹۴۰ توسط اس.اس. واسان تأسیس شد.